# Anonychomyrma tigris
Anonychomyrma tigris är en myrart som först beskrevs av Hermann Stitz 1912.  Anonychomyrma tigris ingår i släktet Anonychomyrma och familjen myror. Inga underarter finns listade i Catalogue of Life.